# Боташев, Канамат Хусеевич
Канамат Хусеевич Боташев (карач.-балк. Боташланы Хусейни джашы Канамат, 20 мая 1959, с. Нижняя Теберда, Карачаевский район, Карачаево-Черкесская АО, РСФСР, СССР — 22 мая 2022, Попасная, Луганская область, Украина) — советский и российский военный лётчик, военный лётчик-снайпер и военачальник. Генерал-майор (2008, с 2013 года — в запасе). В 2022 году в составе российской частной военной компании принимал участие во вторжении российских войск на территорию Украины. 22 мая 2022 года был сбит в ходе боёв на территории Луганской области Украины. Посмертно присвоено звание Героя Российской Федерации. По национальности — карачаевец.

## Биография
Родился 20 мая 1959 года в селе Нижняя Теберда Карачаево-Черкесии. В 1976 году окончил среднюю школу. В том же году неудачно попытался поступить в Черноморское  высшее военно-морское училище имени П. С. Нахимова, поступил в Астраханскую мореходную школу. Там он проучился 1 год, но вскоре решил стать военным лётчиком. В 1981 году окончил Ейское высшее военное авиационное ордена Ленина училище лётчиков имени дважды Героя Советского Союза лётчика-космонавта СССР В. М. Комарова. Затем два года проходил службу лётчиком 168-го гвардейского авиационного полка истребителей-бомбардировщиков. Служба проходила в аэродроме Диди-Шираки в Закавказском военном округе. В 1983-1988 годах служил в аэродроме Кунмадарош, Венгрия. Он был старшим лётчиком 1-го гвардейского авиационного полка истребителей-бомбардировщиков Южной группы войск. С 1988 по 1998 год служил в аэродроме Смуравьёво  Ленинградского военного округа в 67-м бомбардировочного авиационного полку 76-й воздушной армии. За эти годы  он занимал разные должности: старшего лётчика, командира звена, заместителя командира эскадрильи. Окончил Военно-воздушную академию имени Ю. А. Гагарина. После окончания академии, командовал эскадрильей, потом заместителем командира полка. С ноября 1998 года командир 722-го бомбардировочного авиационного полка 6-й армии военно-воздушных сил и противовоздушной обороны. В 2000 году назначен заместителем командира 149-й смешанной авиационной дивизии той же армии. В 2002 году был переведен в Сибирской военный округ. До 2007 года дислоцировал в Бурятии и командовал 21-й смешанной авиационной дивизией. Участвовал в боевых действиях в Таджикистане в 2004 году. В 2007 году был признан лучшим лётчиком Забайкальского военного округа. В 2008—2010 годах — командир авиадивизии Забайкальского военного округа. В 2010 году окончил Военную академию Генерального штаба ВС РФ. Был четвертым Карачаевцем когда либо учившийся в стенах этой высокой академии.
В 2011 году был отстранён от полётов за то, что без соответствующего допуска управлял самолётом Су-34.

### Инцидент с Су-27УБ
28 июня 2012 года в Прионежском районе Карелии генерал-майор Боташев выполнял полёт на разведку погоды на самолёте Су-27УБ на аэродроме Бесовец в составе экипажа с командиром полка полковником Евгением Олейником. При выполнении незапланированной полётным заданием фигуры пилотажа «колокол» самолёт перешёл в «перевёрнутый штопор», из которого экипаж вывести его не смог. Экипаж катапультировался на высоте около 500 м и остался жив, самолёт упал в районе аэродрома. После инцидента Боташев был уволен из Вооружённых сил. В апреле 2013 года решением Петрозаводского гарнизонного суда он был приговорён к четырём годам лишения свободы условно и штрафу 5 миллионов рублей (обвинение настаивало на полном возмещении ущерба, составившего более 100 миллионов рублей), к моменту гибели в 2022 году, он успел выплатить меньше половины штрафа.
До увольнения из рядов Вооружённых сил командовал 7000-й гвардейской авиационной Борисовской Померанской дважды Краснознамённой ордена Суворова базой (впоследствии 105-я гвардейская смешанная авиационная Борисовская Померанская дважды Краснознамённая ордена Суворова дивизия (с 01.12.2013)).
С 2012 года работал заместителем председателя ДОСААФ России по Санкт-Петербургу и Ленинградской области по авиации.

### Участие во вторжении России на Украину
В составе ЧВК «Вагнер» принимал участие во вторжении на Украину с апреля 2022 года, пилот штурмовика Су-25.
23 мая 2022 года в телеграм-каналах прошло сообщение о возможной гибели Боташева недалеко от Попасной. 24 мая Русская служба Би-би-си подтвердила, что самолёт Су-25 под управлением Боташева был сбит украинскими военными в небе над Луганской областью, а пилот погиб.
Указом Президента Российской Федерации Владимира Путина от 1 июня 2022 года № 334 генерал-майору Боташеву Канамату Хусеевичу посмертно присвоено звание Героя Российской Федерации.
2 июня 2022 года тело Боташева доставили в Карачаево-Черкесию на вертолёте Ми-8, после чего на центральной площади Карачаевска состоялся траурный митинг с последующими похоронами

## Награды
- Герой Российской Федерации (1 июня 2022 года)[17];
- Орден «За военные заслуги»;
- Медаль «За боевые заслуги»;
- Медаль «За отличие в военной службе» (Минобороны) I-й степени (20 лет выслуги);
- Медаль «За безупречную службу» III-й и II-й степени (10 и 15 лет выслуги);
- Медаль «200 лет Министерству обороны»;
- Медаль «100 лет военно-воздушным силам»;
- Медаль «200 лет МВД России»;
- Медаль «200 лет внутренним войскам МВД России»;
- Орден «За заслуги» III степени (ДОСААФ России);
- Медаль «85 лет ДОСААФ России» (ДОСААФ России, 23 января 2012 г.);
- Медаль «За службу на Северном Кавказе»;
- общественные медали.

## Квалификация, звания и премии
- Военный лётчик-снайпер
- Почётный гражданин города Карачаевска (2010)

## Память
19 августа 2022 года на аэродроме «Сиворицы» в Ленинградской области был открыт бюст Боташева.
4 мая 2024 года Сводному юнармейскому отряду местного отделения Всероссийского детско-юношеского военно-патриотического общественного движения "Юнармия" района Санкт-Петербурга было присвоенно имя Героя Российской Федерации генерал-майора Боташева Канамата Хусеевича